# Leinleiter
Die Leinleiter ist ein knapp 20 km langer und rechter Zufluss der Wiesent in der Fränkischen Schweiz, der im bayerischen Oberfranken verläuft.

## Name
Die Leinleiter wird auch als Leinleiterbach bezeichnet und war Namensgeberin für die Dörfer Oberleinleiter und Unterleinleiter. Beide Ortschaften heißen im ostfränkischen Dialekt Lada. Außerdem gab es ein Geschlecht der von „Leinleyter“, das sich wohl nach einer der beiden Ortschaften nannte.
Die früheste Erwähnung des Namens Leinleiter fällt in den Zeitraum zwischen den Jahren 1076 und 1086. Namenforscher deuten den Flussnamen Leinleiter als klarer Bach, wobei das Stammwort Lauter für lauteres (klares) Wasser steht. Dieses Wort kommt auch im Namen der Stadt Kaiserslautern vor.
Bei der Vorsilbe Lein sind sich die Namenforscher nicht einig:
- Möglicherweise kommt sie aus dem Keltischen und bedeutet Bach.
- Eine andere Deutung sieht Lein in der Bedeutung als Flachs, der dort angebaut wurde.
- Eine weitere Deutungsmöglichkeit geht auf das altfränkische Wort Lei für Felsen zurück (vgl. Lorelei).

## Geographie

### Vormaliger Fluss-Oberlauf

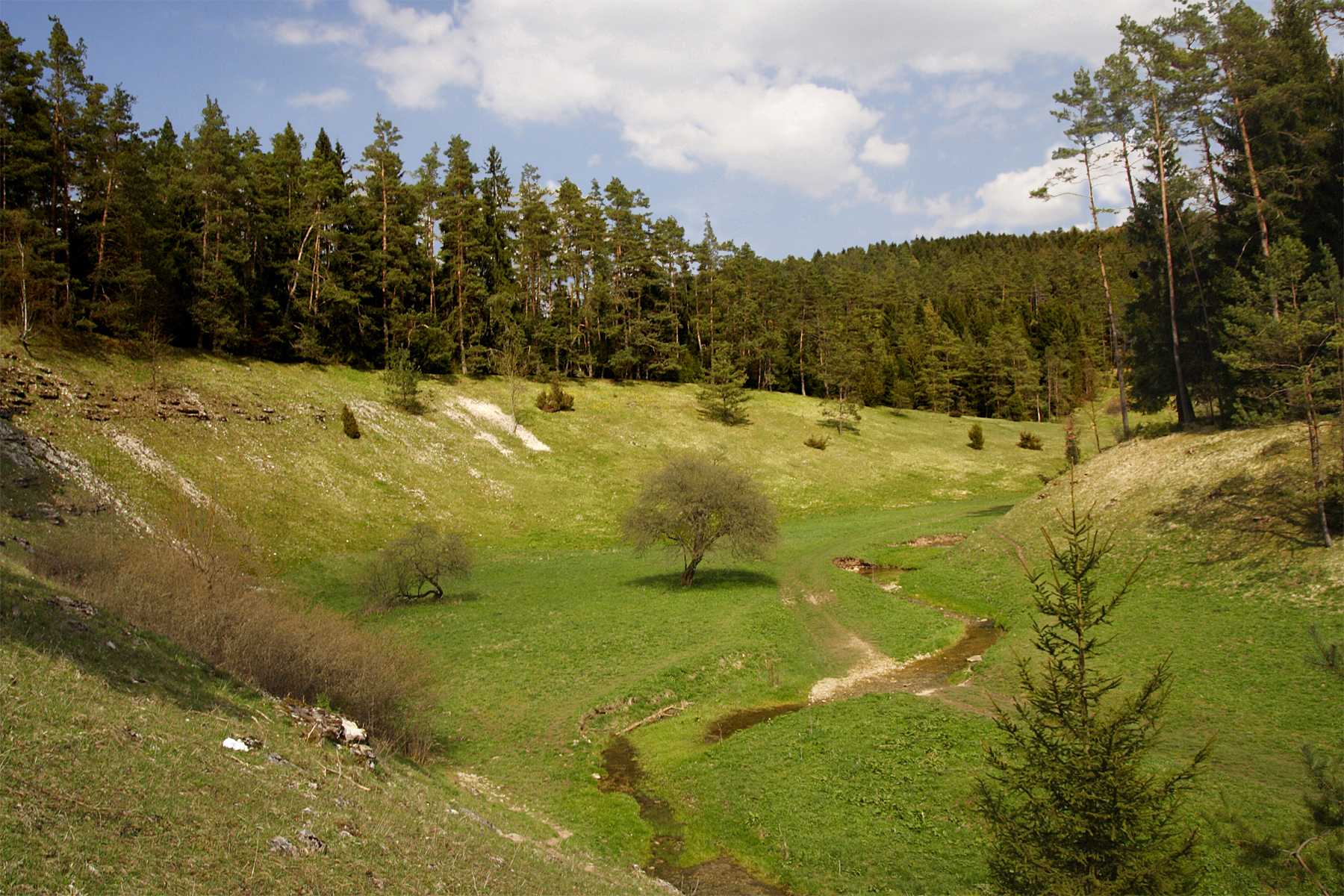
Trockental. Pleistozäner Oberlauf der Leinleiter.

Die pleistozäne Leinleiter entsprang bereits etwa 3 km weiter nördlich der heutigen Leinleiter-Karstquelle. Das vom Gewässer erodierte Tal ist gut als Trockental erkennbar. Etwa nach einem Viertel der Strecke entspringen zwei in Franken als Tummler bezeichnete Hungerbrunnen. Der große Tummler bei Hohenpölz entspringt aus einer lange erodierten Felsnische. Er schüttet als kräftige „periodische Karstquelle“ bei anhaltenden Niederschlägen oder bei Schneeschmelze. Nach Starkregen können diese Quellen das Trockental auch heute zu einem Gewässertal machen.

### Leinleiterquelle

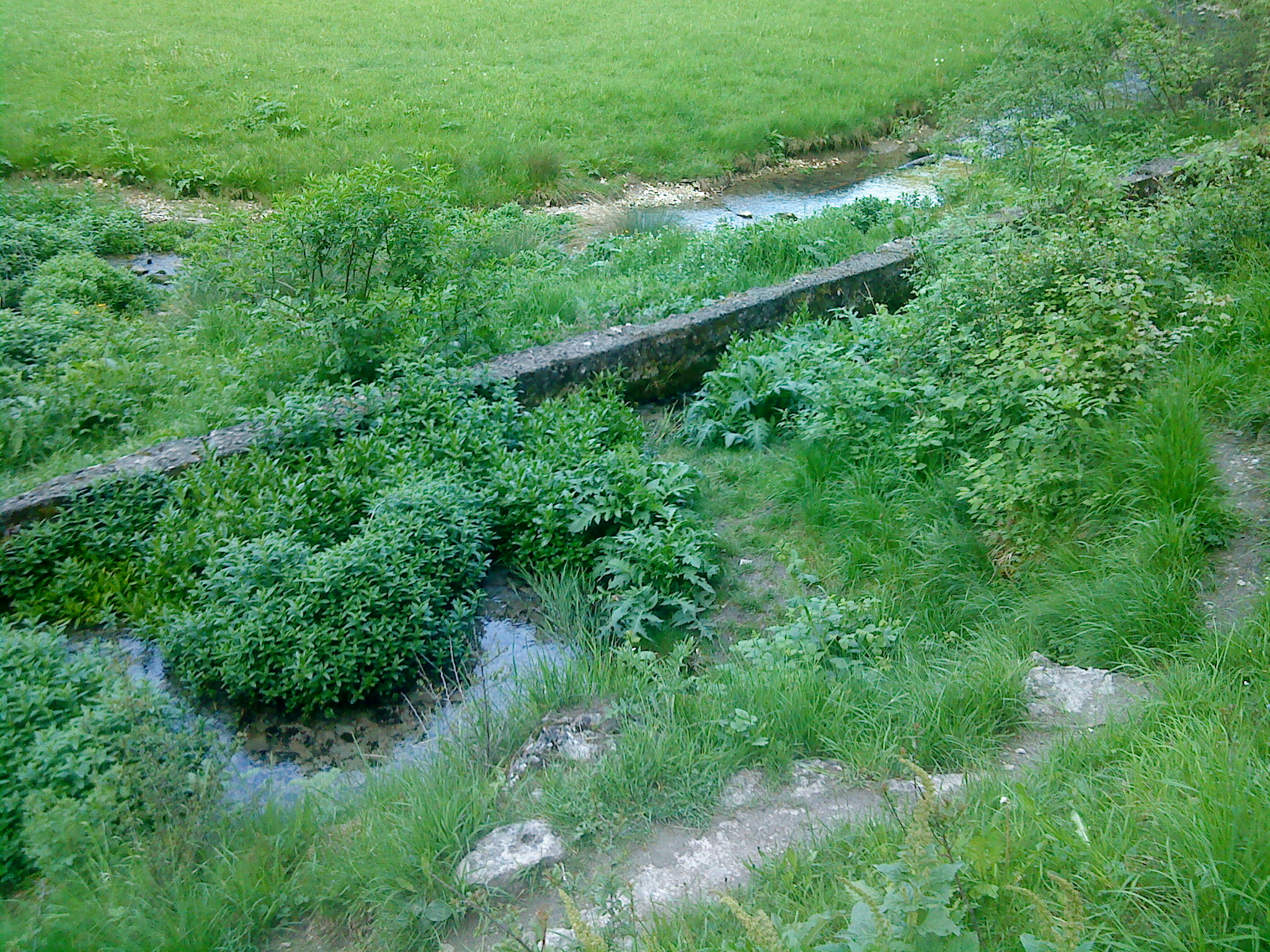
Die Leinleiterquelle

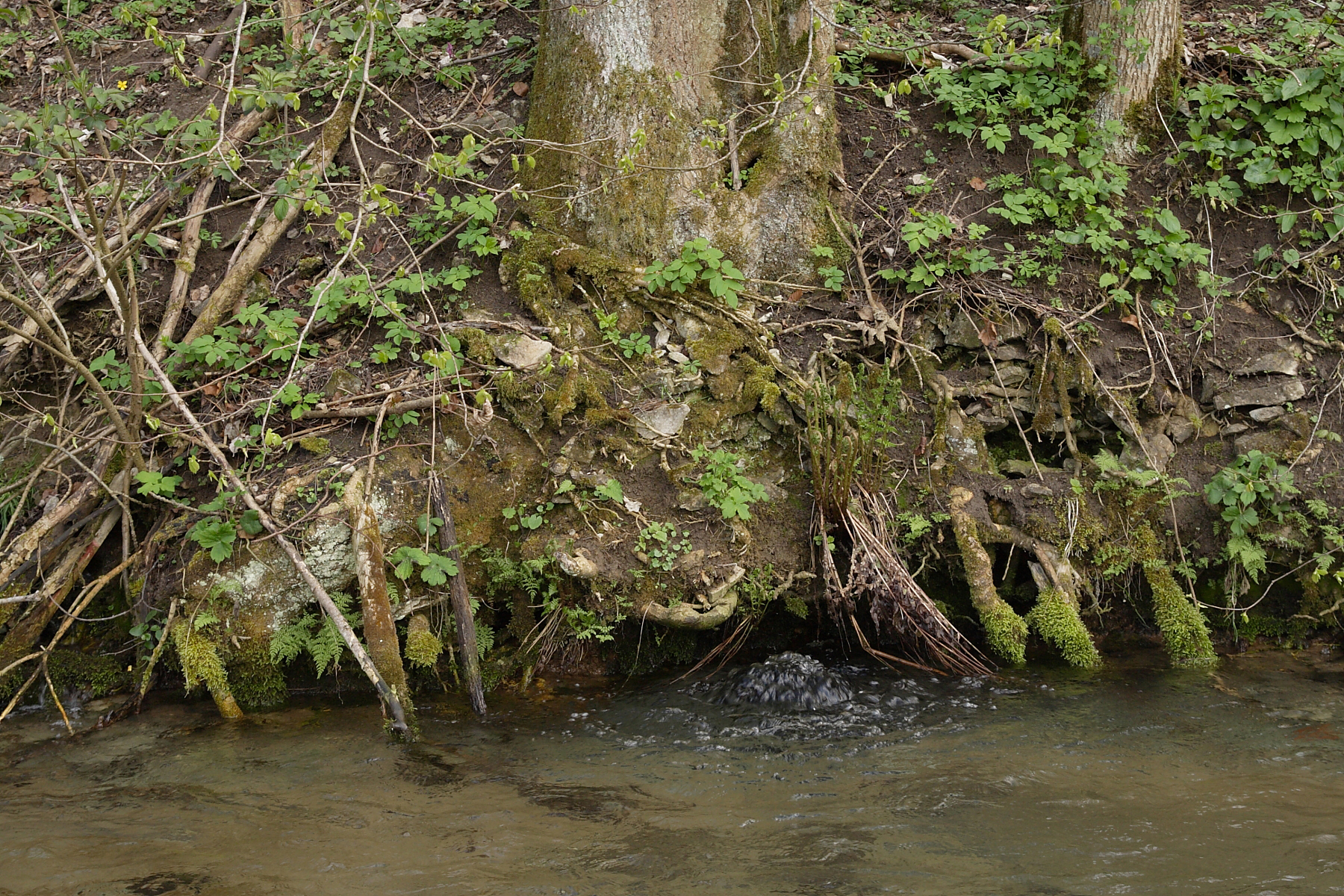
Weitere stark schüttende Karstquelle in der tektonischen Störzone von Brauner Jura und Weißer Jura

Die ständig schüttende Leinleiterquelle liegt nördlich der Heroldsmühle und südwestlich des Burgstalls Heroldstein. Sie ist als Naturdenkmal ausgewiesen. Aus mehreren Einzelquellen tritt entlang eines etwa 40 m langen Beckens Karstwasser aus. Die mittlere Schüttung beträgt etwa 20 l/s. Weitere „perenniale“ (ständig fließende) Quellen entspringen ca. 120 m weiter südlich. Die Leinleiterquelle ist von einer Betonmauer begrenzt, durch die der Quellbach in einer Aussparung abfließt. Das Quellwasser wird an der Heroldsmühle zur Forellenzucht genutzt.
Bis 1952 diente das Quellwasser zum Betrieb der 250 Meter südlich gelegenen Heroldsmühle. Kurz unterhalb der Quelle wurde das Wasser am Ende der Betonmauer in ein Betonrohr geleitet, welches das Wasser unterirdisch dem Mühlrad zuführte.

### Verlauf
Die Leinleiter entspringt auf einer Höhe von etwa 475 m ü. NHN zwischen Laibarös und der Heroldsmühle nahe der zur Gemeinde Heiligenstadt gehörenden Ortschaft Oberleinleiter in einem Urstromtal und mündet schließlich auf einer Höhe von etwa 292,5 m ü. NHN bei Gasseldorf von rechts in die Wiesent.

### Zuflüsse
Zuflüsse von der Quelle zur Mündung mit Länge
- Feuerbach (rechts), 1,7 km
- Retzgraben, (rechts, in Oberleinleiter), 1,2 km
- Plessenbach (rechts, in Burggrub), 4,0 km
- Neumühlenbach (links, bei Heiligenstadt), 1,6 km
- Schulmühlbach (links, bei Veilbronn), 2,6 km
- Mathelbach (links, bei Veilbronn), 1,1 km
- Dürrbach (rechts, in Unterleinleiter), 3,0 km

### Orte entlang der Leinleiter
- Heroldsmühle
- Oberleinleiter
- Burggrub
- Zoggendorf
- Heiligenstadt i.OFr.
- Veilbronn
- Unterleinleiter
- Gasseldorf

## Beschreibung

### Johann Will (1692)
In einer alten Landschaftsbeschreibung Das Teutsche Paradeiß von Magister Johann Will aus dem Jahr 1692 wird die Gegend um die Leinleiter folgendermaßen beschrieben:
"Die Leinleiter bricht unter Hohen-Böltz aus dem Berg so starck hervor, daß sie nechst darunter die Herats- und zu Obern-Leinleuten die beden Dorffmühlen bemeistern kann, fließt ferner durch Burggrub, gen Zogendorff, Heilingstadt, Drandorf, Unterleinleuter und Geißeldorff in die Wiesent. Sie trincket anfänglich einen beruffenen Heilbrunnen, so vor das Kreisten der kleinen Kinder gut seyn soll, wann man aus dessen Wasser ihre Windel waschet; dann ein Flüßlein, so vom Dorff Brunn an Reckendorff unter Greiffenstein, und eines, so von Ober-grub, wider eines, so von Sicheritz-Thal zur Schulmühl gen Veilbrunn herabfället und noch etliche andere Die Landschafft ist noch zimlich fruchtbar. Sonsten erheben sich in dieser Gegend viel Berge, worunter der Greinen-, Eichel- und Eiferberg die andern, fast überhöhen."

### Gottlieb Zimmermann (1840)
In einem weiteren Bericht aus der Zeit der Entdeckung der Fränkischen Schweiz beschreibt Gottlieb Zimmermann im Jahr 1840 eine Wanderroute entlang der Leinleiter, wobei er zuerst den Weg vom Gügel bei Scheßlitz schildert:
„Vom Gügel aus steigen wir auf einem Waldpfade zur Höhe des Gebirgs empor. Uns fällt sogleich das hochliegende Kirchdorf Ludwag in die Augen. Wir kommen nach Herzogenreuth, und wandern auf der früher erwähnten Nebenstraße, die ziemlich steinig ist, über Tiefenpölz und Oberleinleither dem Thale zu, nachdem wir den Seigelstein, eine groteske Felsenmasse, bewundert und uns im letzteren Ort mit einem guten Trunk beim Wirth Hofmann erfrischt haben.“
Zimmermann erwähnt auch die Tummler zwischen Laibarös und Heroldsmühle oberhalb der Leinleiterquelle:
„Wir erblicken hier die in Nähe liegenden, weithin sichtbaren Dörfer Hohenpölz und Teuchaz. Zwischen dem ersteren Ort und der Heroldsmühle befinden sich die sogenannten Tummler zwei merkwürdige Quellen, die nur zur Zeit, wenn es anhaltend regnet, fließen, alsdann aber auch mit gewaltigem Lärm hervorbrechen und den obern Theil des Thales überschwemmen.“
„Vom Berge bei Teuchaz, auf welchem eine Kapelle steht, genießt man eine schöne Aussicht in die Thalgegenden der Regnitz und der Aisch. Wir wandern im Thale der Leinleiter umgeben von seltsam geformten Felsen, die über das Laubholz der Berge hervorragen, weiter fort, um über Burggrub, wo ein Stauffenbergisches Schloß, Zoggendorf und die Neumühle bei Heiligenstadt an den Berg zu gelangen, auf welchem das Schloß Greifenstein, ein weithin leuchtender Punkt der Gegend, sich erhebt.“
Mit der Erwähnung des alten Namens von Heiligenstadt, nämlich Hallstadt, zeigt Zimmermann, dass dieser Ortsname nichts mit Heiligen zu tun hat, sondern mit dem Wort Halde.
„Heiligenstadt, auch das lutherische Hallstadt genannt, ist ein hübscher Marktflecken im Thale, wo die Reisenden mehrere und ziemlich gute Wirthshäuser finden.“
Schon vor mehr als 150 Jahren hat die alte Lindenallee zum Schloss Greifenstein die Besucher beeindruckt:
„Eine Lindenallee, vermischt mit Buchen, führt von der nahen Neumühle aus zum Schlosse Greifenstein, das dem Herrn v. Stauffenberg gehört Es liegt auf der Höhe des Bergrückens in der fränkischen Schweiz, der zwischen der Leinleiter und der forellenreichen Aufseeß sich hinzieht, und das Aufseeßer Gebirg genannt wird.
Das Schloß ist althertümlich gebaut und gewährt von seinen obern Fenstern eine schöne Aussicht. Merkwürdig ist auch sein tiefer Brunnen, Rings herum sind die sehenswerten Gartenanlagen, wo die Kunst und Sorgfalt des Gärtners über den rauhen Boden und das Klima – denn oft im Mai ists hier ziemlich kalt – den Sieg davontrug. Zu bemerken sind die Gewächshäuser, die Orangerie, der Sommersalon, ein Felsengang mit dem Vehmgericht, das, an eine gewaltige Zeit erinnernd, bei einer rechten Ritterburg nicht fehlen darf, eine moderne Kegelbahn usw. ein Lusthaus auf einem Felsen, der mit einem andern benachbarten durch eine Kettenbrücke verbunden ist, eine Obelisk, und vor allem eine gotische Kapelle, die wegen ihrer sieben Fenster mit Glasmalereien bewundert wird.“
Weiter geht der Weg dann über Veilbronn nach Streitberg:
„Von Greifenstein aus haben wir zwei Wege, um nach Streitberg zu gelangen. Entweder wir gehen, wenn wir nach Heiligenstadt heruntergestiegen und auf der Vicinalstraße nach dem schön gelegenen Veilbrunn gekommen sind, von hier aus über das von gleichnamigen Bache durchflossene Unterleinleiter, das unterhalb der langen Meile liegt oder wir schlagen einen näheren, aber weniger bequemen Weg ein, indem wir von Veilsbrunn aus links die Höhe ersteigen, und am Störnhofe vorbei, vor welchem drei große Kirschbäume stehen, auf der Gebirgsfläche nach Streitberg wandern.“

## Bildergalerie

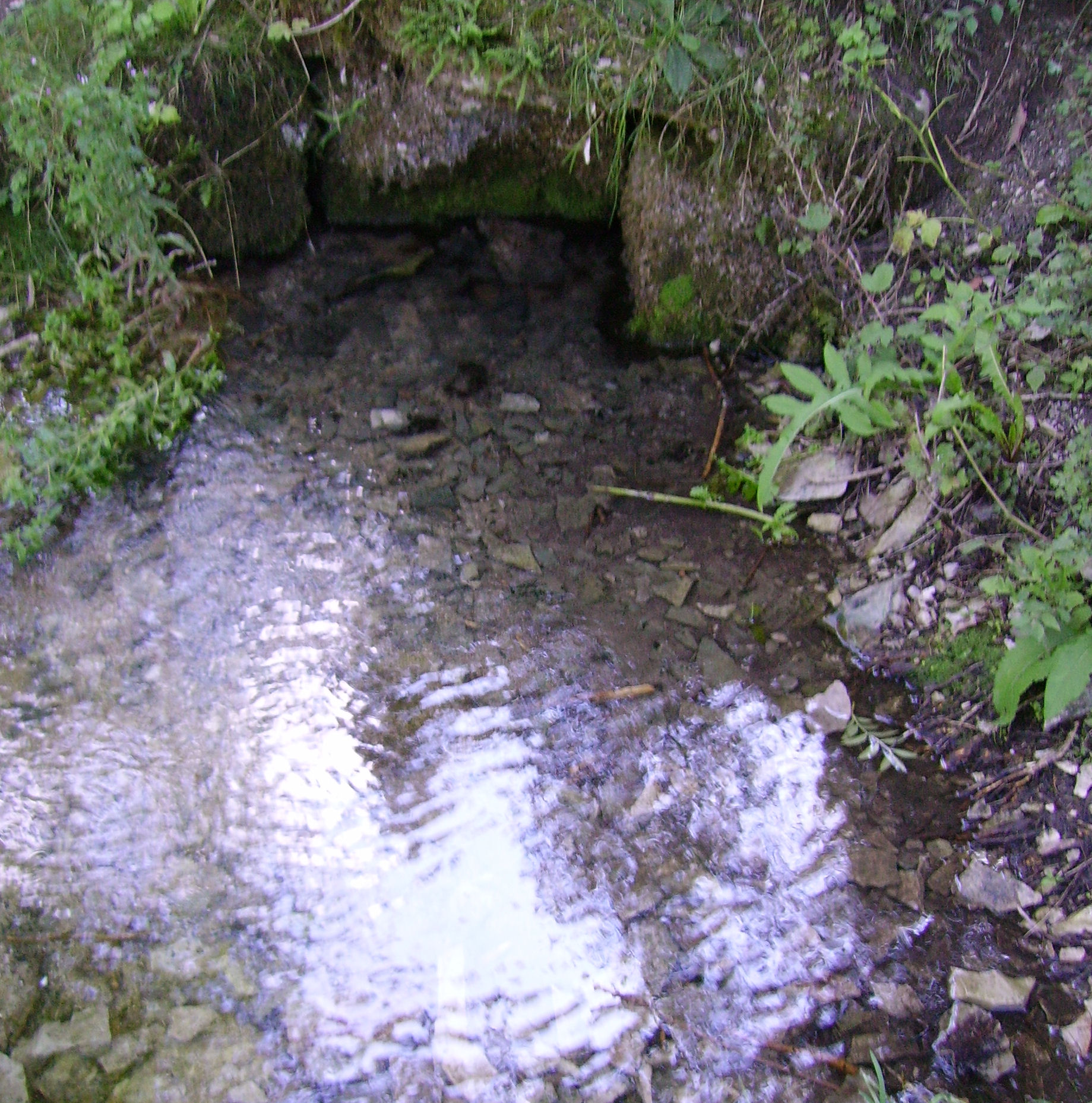
Weitere Karstquelle der Leinleiter bei der Heroldsmühle
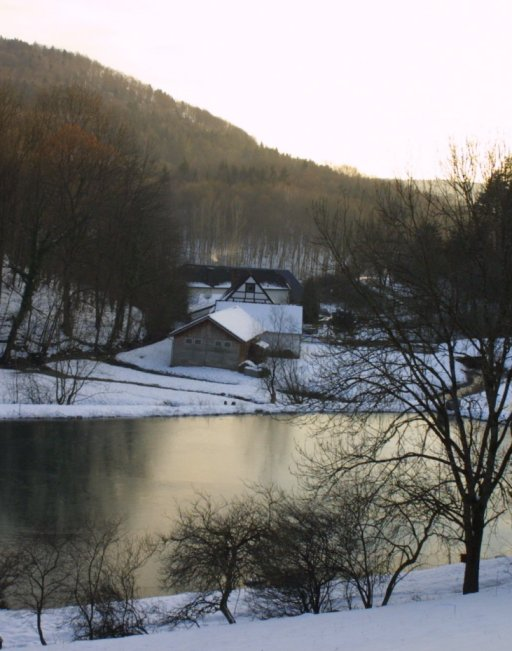
Heroldsmühle im Leinleitertal
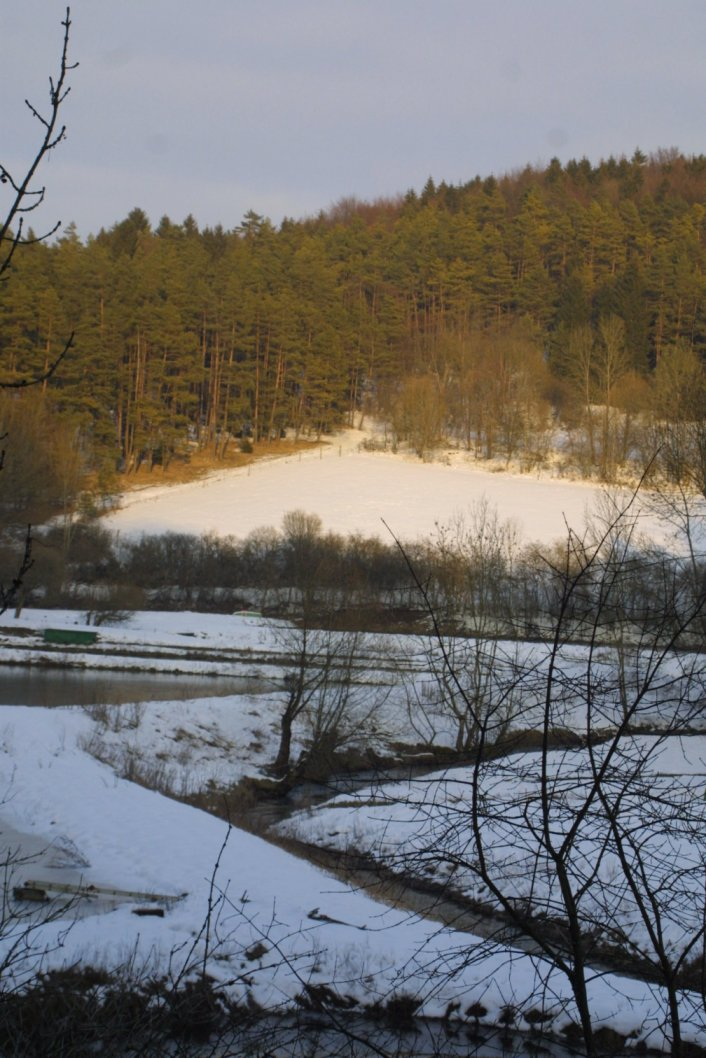
Nahe Oberleinleiter
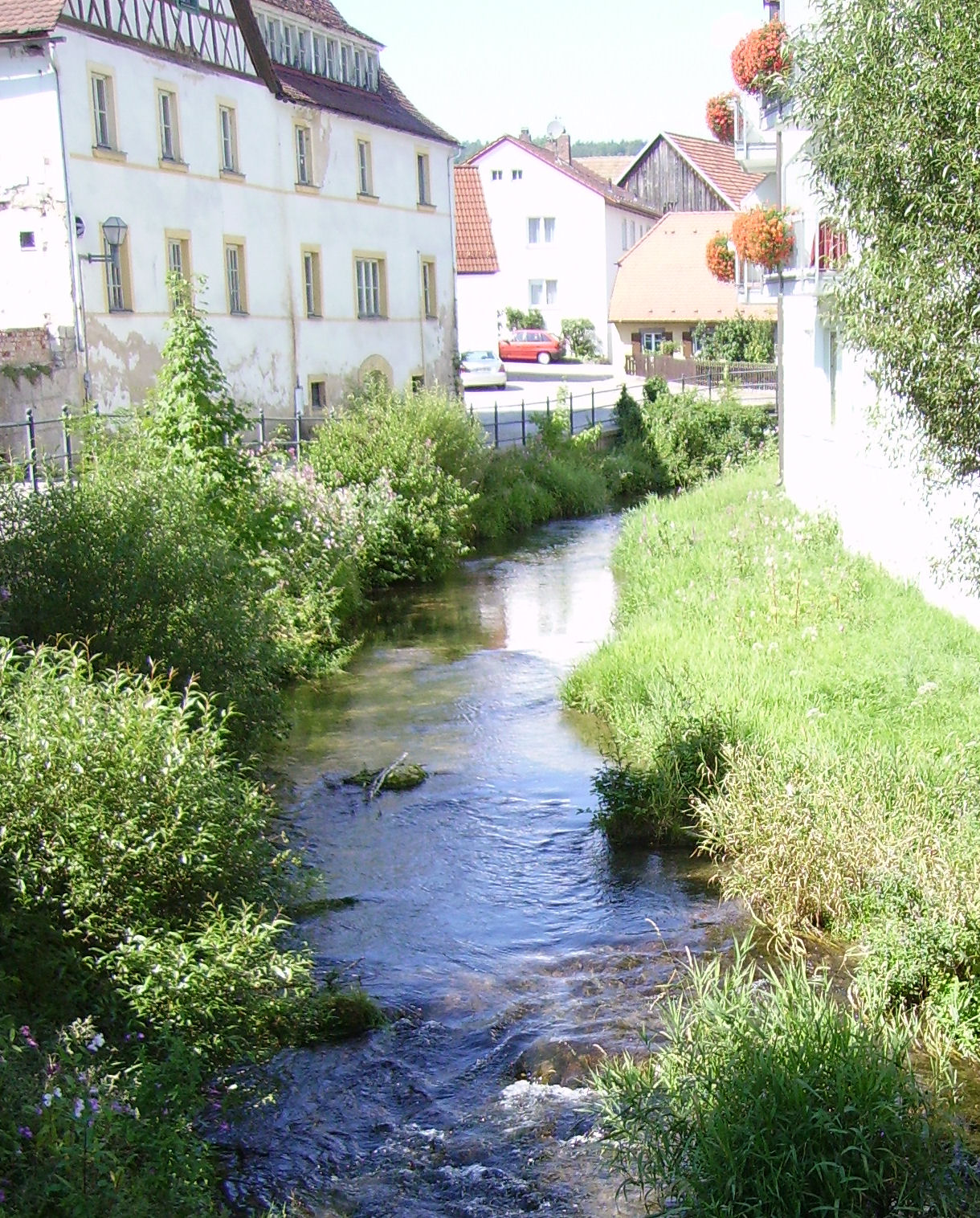
In Heiligenstadt
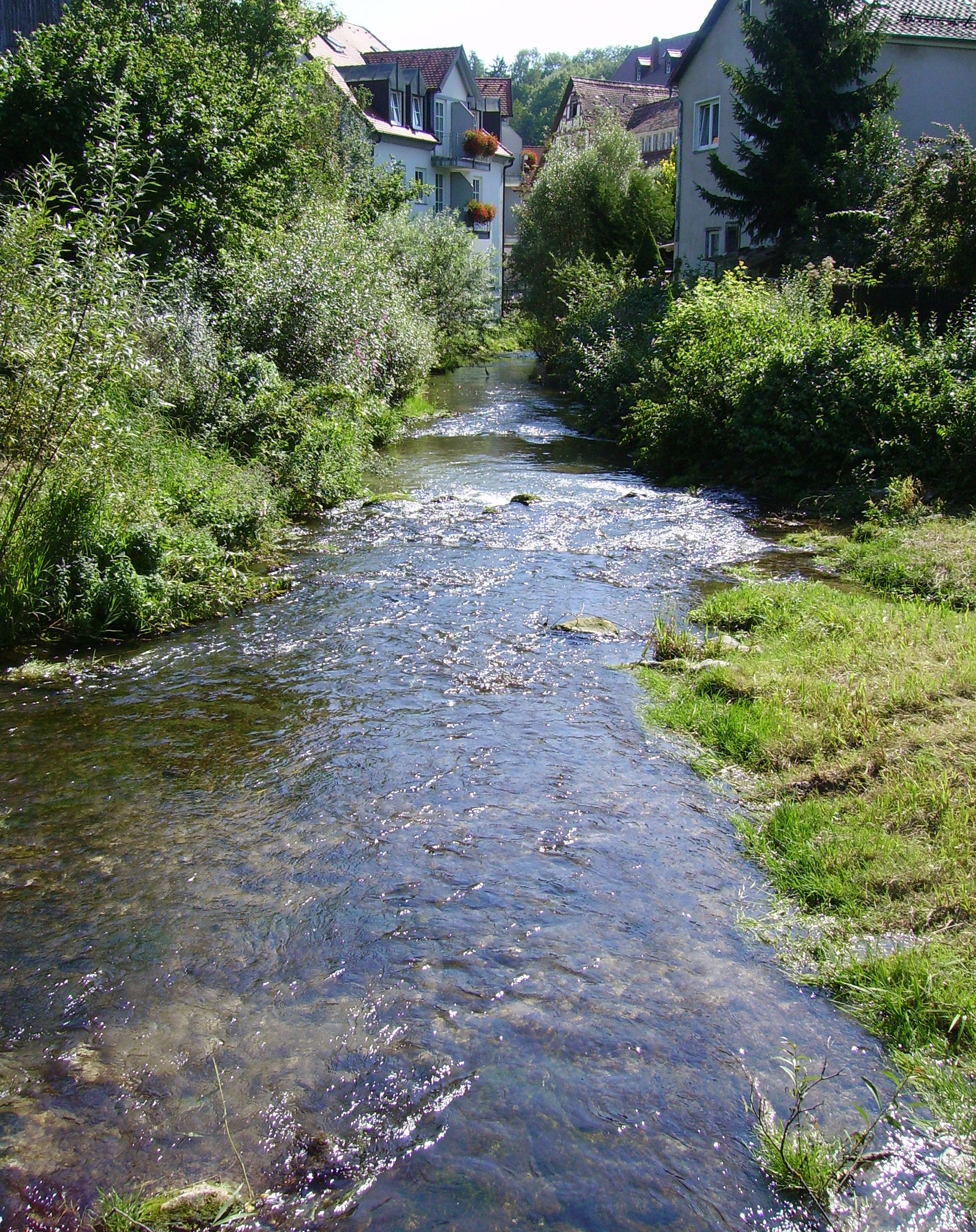
In Heiligenstadt
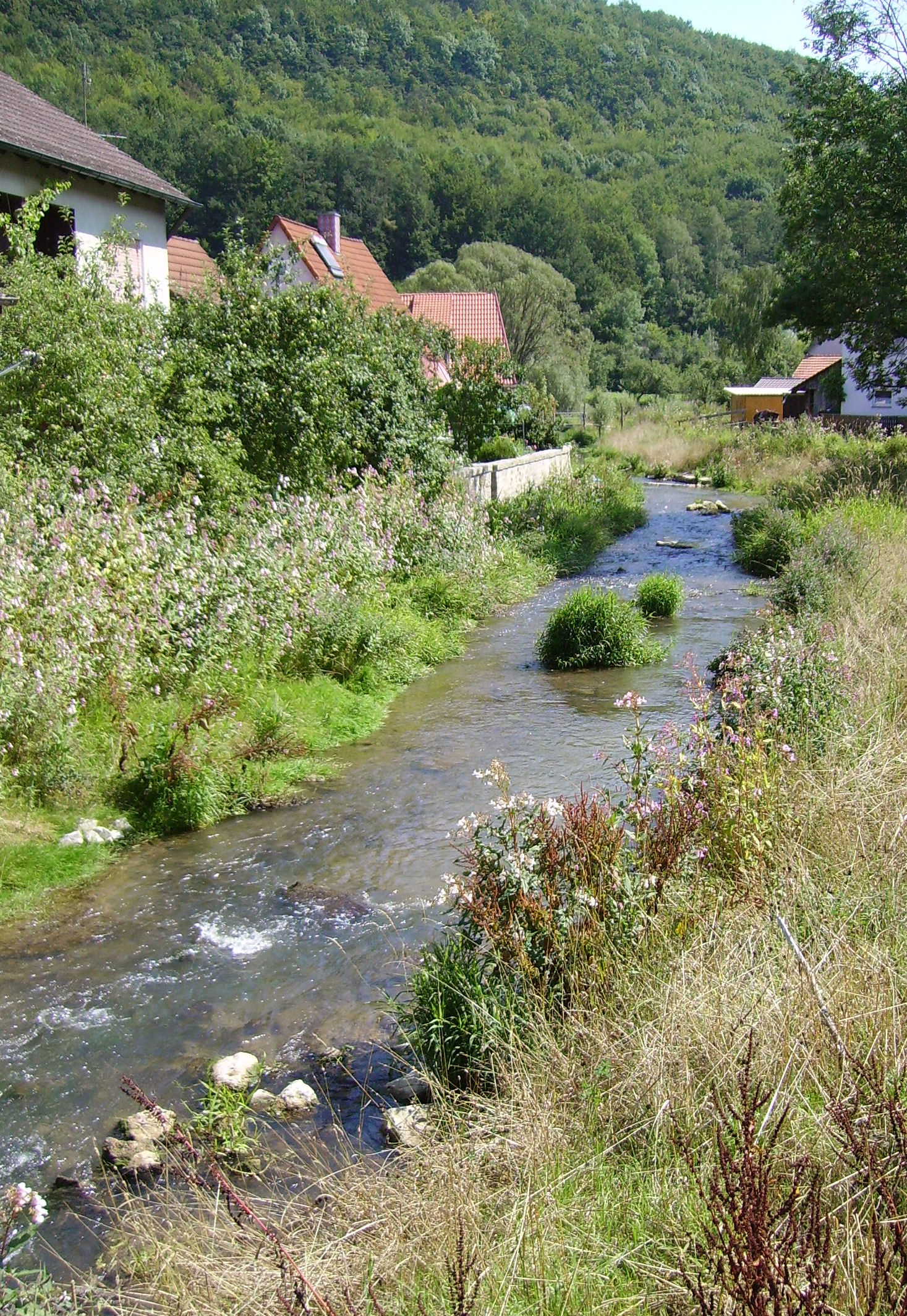
Leinleiter in Unterleinleiter
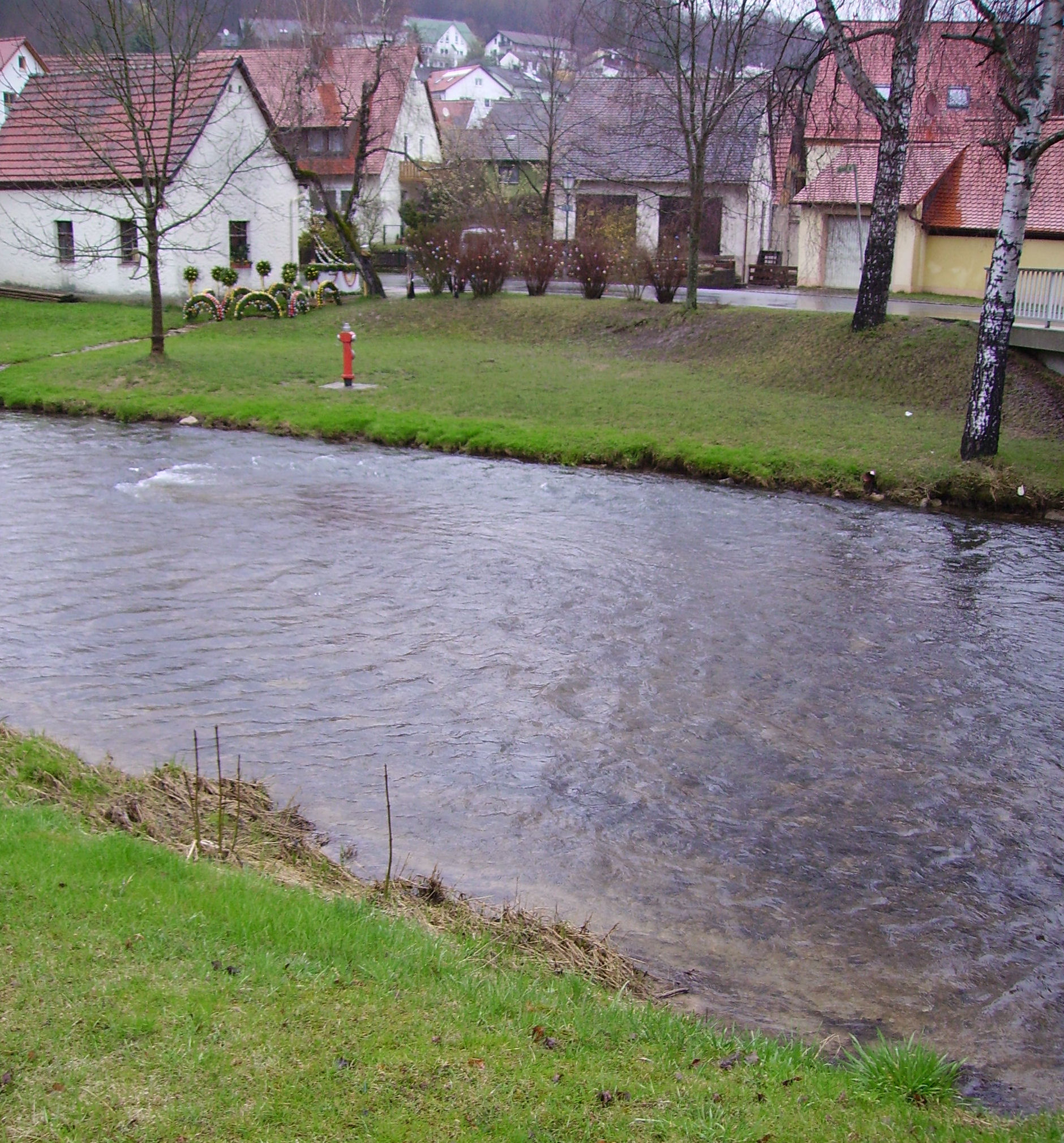
Leinleiter in Gasseldorf